# Asociación de Mujeres Juezas de España
L' Asociación de Mujeres Juezas de España -Associació de Dones Jutgesses d'Espanya- (AMJE) està formada per dones i homes amb l'objectiu de lluitar per un sistema d'accés igualitari a la justícia i defensar que el gènere no ha de ser un obstacle per a la llibertat, les pau i el desenvolupament dels éssers humans.
S'integra en la International Association of Women Judges (IAWJ) de la qual formen part 4.700 magistrades de més 75 països.

## Origen i fundació
AMJE es va fundar el 25 de novembre de 2015. El seu origen radica en un viatge a Austràlia, quan Gloria Poyatos va entrar en contacte amb tres magistrades de la Cort del Tribunal Suprem de l'Estat de Queensland. A través d'elles, Gloria va conèixer la “International Association of Women Judges“, organització mundial fundada en 1991.
Entre les sòcies fundadores de la AMJE es troben, Gloria Poyatos Matas, Presidenta i cofundadora de l'Associació; Amaya Olivas Díaz; Ana Castán; Lucía Avilés Palacios; Adoración Jiménez; Zita Hernández Larrañaga; Ana Salas; Mar Serna Calvo.

## Objectius i activitats
Els objectius de l'Associació són la defensa dels Drets Humans, i en concret de les dones i les nenes, així com la promoció de la igualtat en la justícia i la necessitat d'aplicar la llei amb una perspectiva de gènere real. Advoquen també per visibilitzar la necessitat de la formació amb perspectiva de gènere en el sector de la judicatura.
Desenvolupen la seva activitat a través de diferents comissions internes sobre els temes més rellevants que s'identifiquen amb els seus objectius: Educant en Justícia Igualitària, Violència de Gènere i Jutjar amb Perspectiva de Gènere.

## Assoliments aconseguits
En 2016, van sol·licitar a les Real Academia Española l'eliminació de l'acceptació "dona del jutge" de la veu 'jutgessa' en el diccionari que edita aquesta organització. En aquest mateix any, també van difondre 16 propostes per a avançar en la igualtat real sobre assumptes de violència de gènere, delictes sexuals o bretxa salarial en línia amb les mesures aprovades pel Congrés dels Diputats. D'acord amb els seus objectius, en 2018 van instar la revisió i actualització del pla d'igualtat de la carrera judicial per la seva "falta d'eficàcia" instant que s'apliqui d'una forma obligatòria en totes les actuacions del Consell General del Poder Judicial. També en 2018 es van sumar a la vaga feminista del 8M, qualificant la mateixa com a pionera i transversal. Victoria Rosell, una de les seves sòcies fundadores, va ser nomenada en 2020 Delegada del Govern contra la Violència de Gènere. En 2021, la sòcia Lucía Avilés Palacios ha estat la primera jutgessa a sol·licitar al Ministeri de Justícia en 2021, que s'inclogués la violència econòmica com a tipologia de violència masclista en el Codi Penal.